# Libertad Frontera
Libertad Frontera är en ort i Mexiko.   Den ligger i kommunen Mazapa de Madero och delstaten Chiapas, i den sydöstra delen av landet, 900 km sydost om huvudstaden Mexico City. Libertad Frontera ligger 1 939 meter över havet och antalet invånare är 413.
Terrängen runt Libertad Frontera är bergig åt sydväst, men åt nordost är den kuperad. Terrängen runt Libertad Frontera sluttar norrut. Runt Libertad Frontera är det ganska tätbefolkat, med 214 invånare per kvadratkilometer. Närmaste större samhälle är Motozintla de Mendoza, 8,5 km väster om Libertad Frontera. I omgivningarna runt Libertad Frontera växer i huvudsak blandskog.